# خورخي إف. تشافيز
خورخي إف. تشافيز (بالإنجليزية: Jorge F. Chavez)‏ هو فارس أمريكي، ولد في 25 نوفمبر 1961 في كاياو في بيرو.